# Тиосульфат натрия
Тиосульфа́т на́трия (антихлор, гипосульфит, сульфидотриоксосульфат натрия, натрий серноватистокислый) — неорганическое соединение, соль натрия и тиосерной кислоты c химической формулой Na2S2O3 или Na2SO3S, образует кристаллогидрат состава Na2S2O3·5H2O. Применяется в медицине, фотографии и других отраслях промышленности.

## Историческая справка
Тиосульфат натрия был получен, вероятно, впервые в 1799 году Шоссье, нагревавшим сульфат натрия с древесным углем. В 1877 году Вагнер рекомендовал название «тиосерная» для соответствующей кислоты, после чего термин «тиосульфат натрия» почти полностью вытеснил более раннее название «гипосульфит натрия» из химической литературы. Тиосульфат натрия как реагент для титрования иода предложен в 1853 году Шварцем (Karl Leonhard Heinrich Schwarz, 1824–1890).

## Получение
- окислением полисульфидов натрия;
- кипячение избытка серы с Na2SO3:

{\displaystyle {\mathsf {Na_{2}SO_{3}+S\rightarrow Na_{2}S_{2}O_{3}}}}
- взаимодействием H2S и SO2 с NaOH (побочный продукт в производстве NaHSO3, сернистых красителей, при очистке промышленных газов от S):

{\displaystyle {\mathsf {4SO_{2}+2H_{2}S+6NaOH\rightarrow 3Na_{2}S_{2}O_{3}+5H_{2}O}}}
- кипячение избытка серы с гидроксидом натрия:

{\displaystyle {\mathsf {4S+6NaOH\rightarrow 2Na_{2}S+Na_{2}S_{2}O_{3}+3H_{2}O}}}
затем по приведённой выше реакции сульфит натрия присоединяет серу, образуя тиосульфат натрия.
Одновременно в ходе этой реакции образуются полисульфиды натрия (они придают раствору жёлтый цвет). Для их разрушения в раствор пропускают SO2.
- чистый безводный тиосульфат натрия можно получить реакцией серы с нитритом натрия в формамиде. Эта реакция количественно протекает (при 80 °C за 30 минут) по уравнению:

{\displaystyle {\mathsf {2NaNO_{2}+2S\rightarrow Na_{2}S_{2}O_{3}+N_{2}O}}}
- растворение сульфида натрия в воде в присутствии кислорода воздуха:

{\displaystyle {\mathsf {2Na_{2}S+2O_{2}+H_{2}O\rightarrow Na_{2}S_{2}O_{3}+2NaOH}}}

## Физические и химические свойства
Имеет вид бесцветных кристаллов. Образует три модификации: моноклинную α (a = 0,8513, b = 0,8158, c = 0,6425, β = 97,08°, z = 4, пространственная группа P21/c), а также β и γ. α-модификация переходит в β при температуре 330 °C, β переходит в γ при 380 °C. Плотность α-модификации 2,345 г/см3.
Хорошо растворяется в воде: 50,1 г/100 мл (0 °C), 70,2 г/100 мл (20 °C), 231,8 г/100 мл (80 °C), процесс растворения эндотермический.
Молярная масса 248,17 г/моль (пентагидрат). При 48,5 °C кристаллогидрат растворяется в своей кристаллизационной воде, образуя перенасыщенный раствор; обезвоживается около 100оС.
При нагревании до 220 °C распадается по схеме:
{\displaystyle {\mathsf {4Na_{2}S_{2}O_{3}\rightarrow 3Na_{2}SO_{4}+Na_{2}S+4S}}}
Тиосульфат натрия — сильный восстановитель. С сильными окислителями, например, свободным хлором, окисляется до сульфатов или серной кислоты:
{\displaystyle {\mathsf {Na_{2}S_{2}O_{3}+4Cl_{2}+5H_{2}O\rightarrow 2H_{2}SO_{4}+2NaCl+6HCl}}}
Более слабыми или медленно действующими окислителями, например, иодом, переводится в соли тетратионовой кислоты:
{\displaystyle {\mathsf {2Na_{2}S_{2}O_{3}+I_{2}\rightarrow Na_{2}S_{4}O_{6}+2NaI}}}
Приведённая реакция очень важна, так как служит основой иодометрии. Следует отметить, что в щелочной среде окисление тиосульфата натрия иодом может идти до сульфата.
Выделить тиосерную кислоту (тиосульфат водорода) реакцией тиосульфата натрия с сильной кислотой невозможно, так как она неустойчива и тут же разлагается на воду, серу и диоксид серы:
{\displaystyle {\mathsf {Na_{2}S_{2}O_{3}+H_{2}SO_{4}\rightarrow Na_{2}SO_{4}+H_{2}O+S+SO_{2}}}}

## Применение
- для удаления следов хлора после отбеливания тканей;
- для извлечения серебра из руд;
- фиксаж в фотографии[5];
- реактив в иодометрии;
- противоядие при отравлении: As, Br, Hg и другими тяжёлыми металлами, цианидами (переводит их в роданиды) и др.;
- для дезинфекции кишечника;
- для лечения чесотки (совместно с соляной кислотой);
- противовоспалительное и противоожоговое средство;
- как среда для определения молекулярных весов по понижению точки замерзания (криоскопическая константа 4,26°);
- в пищевой промышленности зарегистрирован в качестве пищевой добавки E539;
- добавки для бетона;
- для очищения тканей от иода;
- марлевые повязки, пропитанные раствором тиосульфата натрия, использовали для защиты органов дыхания от отравляющего вещества хлора в Первую мировую войну;
- антидот при передозировке лидокаина.
- в аквариумистике для подготовки водопроводной воды к содержанию рыб (мгновенно связывает металлы и удаляет хлор)